# Uroquinasa
La uroquinasa, también llamada activador del plasminógeno tipo uroquinasa es una serín proteasa (EC 3.4.21.73) sintetizada por los riñones. Originalmente se aisló de la orina humana, pero se sabe que está presente en diversas ubicaciones fisiológicas, tales como el plasma sanguíneo y la matriz extracelular. Su sustrato principal es el plasminógeno, el cual es un zimógeno inactivo de la serín proteasa plasmina. La activación de la plasmina conlleva a la cascada proteolítica la cual, dependiendo del sitio en el organismo, participa en la trombólisis o la degradación de la matriz extracelular. Ello hace que la uroquinasa se indique en ciertos tipos de cáncer y enfermedades vasculares.

## Bioquímica
La uroquinasa es una proteína de 411 residuos que consiste en tres dominios: el dominio de la serín proteasa, el llamado dominio Kringle y el dominio del factor de crecimiento. La uroquinasa se sintetiza como un zimógeno y es activado por la ruptura proteolítica entre la posición L158 and I159. Las dos cadenas resultantes se mantienen unidas por puentes de disulfuro.

Fibrinolisis simplificada). Flechas azules: estimulación, flechas rojas: inhibición